# دولت ایالت واشینگتن
دولت ایالتی واشینگتن وابسته به قانون اساسی ایالت می‌باشد. دولت واشینگتن از چندین تن از جمله فرماندار و غیره تشکیل شده‌است. مجلس‌های قانون گذاری ایالت واشینگتن از دو مجلس نمایندگان و مجلس سنا تشکیل شده‌است. در ایالت، قوه قضاییه، دیوان عالی و دادگاه‌های زیربط نیز وجود دارد؛ و در دولت نیز قانون‌های محلی مختص شهرستان‌ها، شهرداری‌ها و مناطق وجود دارد.

### قوهٔ مقننه
قوهٔ مقننه ایالت واشینگتن قوه‌ای دومجلسی است که متشکل از مجلس سفلا و سنا است. 